# Stefan Sierecki
Stefan Sierecki (* 9. Juni 1990 in Hagen) ist ein deutscher Filmregisseur, Drehbuchautor und Autor.

## Leben
Stefan Sierecki legte sein Fachabitur am Cuno-Berufskolleg II in Hagen ab. Als Fachrichtung wählte er Gestaltungstechnischer Assistent. Ab 2011 studierte er Film/Regie an der Ruhrakademie in Schwerte. 2016 schloss er sein Filmstudium mit dem Diplomfilm Hi8 – Resurrectio ab. Der harte Splatterfilm und Torture Porn gewann  2017 den Publikumspreis als bester Langfilm auf dem Weekend of Fear, und dem Preis als bester Independent-Film des Jahres 2017. Der Film wurde anschließend von Black Lava Entertainment in Österreich auf DVD vermarktet. Auch schreibt er zwischenzeitlich Bücher, die sich ebenso wie seine Filme im Horrorbereich bewegen.

## Filmografie
- 2014: Die Lust, der Schmerz, das Messer und der Mann (Kurzfilm)
- 2014: Secret Love (Kurzfilm)
- 2016: Hi8 – Resurrectio
- 2017: Room of Ecess: The Next Generation (Kurzfilm)
- 2018: Sterben um zu Leben (Kurzfilm)
- 2021: Deep F***ing Love

## Werke
- 2015: See des Schmerzes
- 2016: Sein innerer Schmerz
- 2017: Close
- 2020: Hi8 - Resurrectio (Das Buch zum Film)